# Jean de Bertier de Sauvigny
Marie-René-Jean de Bertier de Sauvigny est un militaire et homme politique français, né le 31 octobre 1877, à Saint-Mihiel et mort le 26 septembre 1926 à Volmunster. 

## Biographie
Fils d'une famille de nobles de robe parisiens de souche bourguignonne anoblie au XVIIe siècle. Son père était capitaine au 8e régiment de Cuirassiers. Jean de Bertier grandit à Paris, en Bretagne, et au château de la Grange près de Thionville. Il ajoute « de Sauvigny » à son nom de famille en 1896.
Élève de l'Ecole de Saint-Cyr en 1896, de l'Ecole de cavalerie de Saumur, puis de l'Ecole supérieure de guerre, il est nommé aide de camp du Ministre de la Guerre Maurice Berteaux entre 1904 et 1905.
Après avoir fait campagne au Maroc entre 1909 et 1911, il est nommé attaché militaire à l'ambassade de France à Washington en décembre 1913 jusqu'en août 1914. Il regagne la France sur sa demande, la guerre venant d'éclater. 
Il sert alors comme officier de liaison entre les armées française et anglaise, puis entre le commandement anglais et le commandement français, en tant que chef de la mission militaire auprès de l'armée britannique.
Promu chef d'escadron au 8e Hussard, il est blessé en septembre 1917, obtient cinq citations et plusieurs décorations étrangères en récompense de ses services. Il quitte l'armée en 1919 et revient dans la Moselle. Il est alors élu maire de Manom en novembre 1919 puis conseiller général du canton d'Yutz. Il rejoint alors l'Union républicaine lorraine dont il accède au bureau en octobre 1920. Il est aussi membre de l'Action catholique lorraine mais n'est pas retenu pour être candidat aux législatives de 1919. Lui-même soutient l'introduction des lois laïques en Moselle et avec ces idées, la Ligue Républicaine Lorraine. Il est aussi écarté des sénatoriales de l'année suivante mais s'y présente tout de même sans succès. 
Au décès du sénateur Henri Collin, l'URL ne peut s'entendre et présenter un candidat unique. Louis Rollin représente la mouvance francophone tandis que Jean de Bertier est pour le maintien du Commissaire général d'Alsace-Lorraine et proche de la mouvance germanophone. Il parvient à être élu sénateur de la Moselle de 1922 à 1926. Au Sénat, il prend place dans l'Union républicaine et y est particulièrement actif notamment sur les sujets de sa région. Il meurt durant le congrès de l'Office agricole départemental dont il était le président. Le président du Sénat est présent lors de son éloge funèbre. 
Il épouse en 1908 Marie-Louise, Pauline, Huberte Chalneton de Croy. Sa fille, la comtesse Sylvie de Bertier est élue maire de Manom en 1945 à l'âge de 25 ans, c'est la plus jeune maire de France et l'une des premières femmes à occuper ce poste.

## Décoration
- Chevalier de la Légion d'honneur (21 juin 1915)
- Croix de guerre 1914–1918 (13 août 1914)

## Sources
- « Jean de Bertier de Sauvigny », dans le Dictionnaire des parlementaires français (1889-1940), sous la direction de Jean Jolly, PUF, 1960 [détail de l’édition]
- Dir. Jean El Gammal, François Roth et Jean-Claude Delbreil, Dictionnaire des Parlementaires lorrains de la Troisième République, Metz, Serpenoise, 2006 (ISBN 2-87692-620-2, OCLC 85885906, lire en ligne), p. 276-277